# Tramway de Clermont-Ferrand

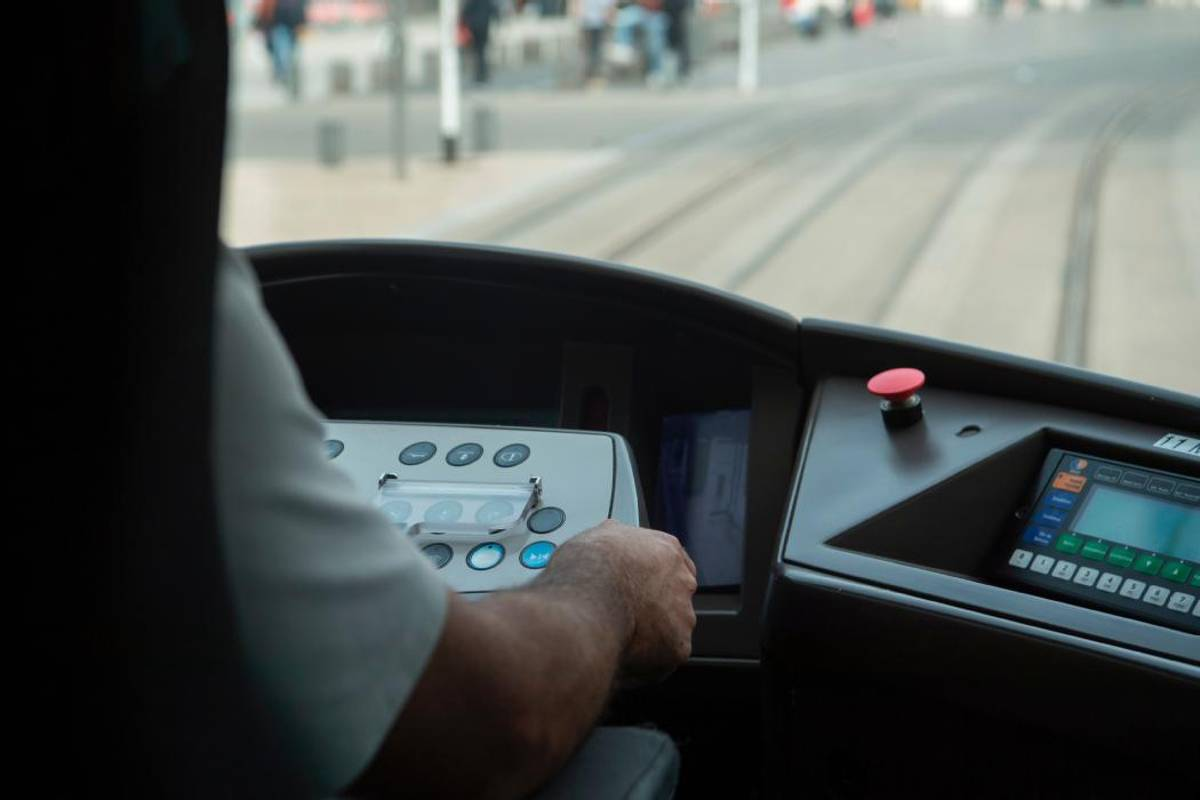
Le pupitre de conduite initial du Translohr.

Le tramway de Clermont-Ferrand est un système guidé urbain de type tramway sur pneumatiques Translohr à propulsion électrique, guidé par un rail central et composé d'une seule ligne desservant la ville de Clermont-Ferrand et son agglomération. Depuis sa mise en service en 2006, le tramway est intégré au réseau de transport en commun de Clermont Auvergne Métropole, exploité par T2C, dans le département du Puy-de-Dôme en région Auvergne-Rhône-Alpes.
Ce type de transport n'est pas nouveau dans la ville, puisqu'en 1890 Clermont-Ferrand a été équipée d'un tramway électrique. Il a fonctionné jusqu'en 1956, époque où il fut remplacé par un réseau d'autobus.

## Historique

### Premier tramway (1890-1956)
La première ligne du tramway de Clermont-Ferrand est mise en service le 7 janvier 1890.
Le réseau, qui a en tout comporté 10 lignes toutes époques confondues et ayant été à son apogée vers la Première Guerre mondiale, disparait entre 1933 et 1956.

### Le renouveau

#### La genèse du projet

Carte animée de l'évolution des infrastructures ferroviaires de l'agglomération de Clermont-Ferrand, dont celle des anciens et actuels tramways, de 1880 à nos jours.

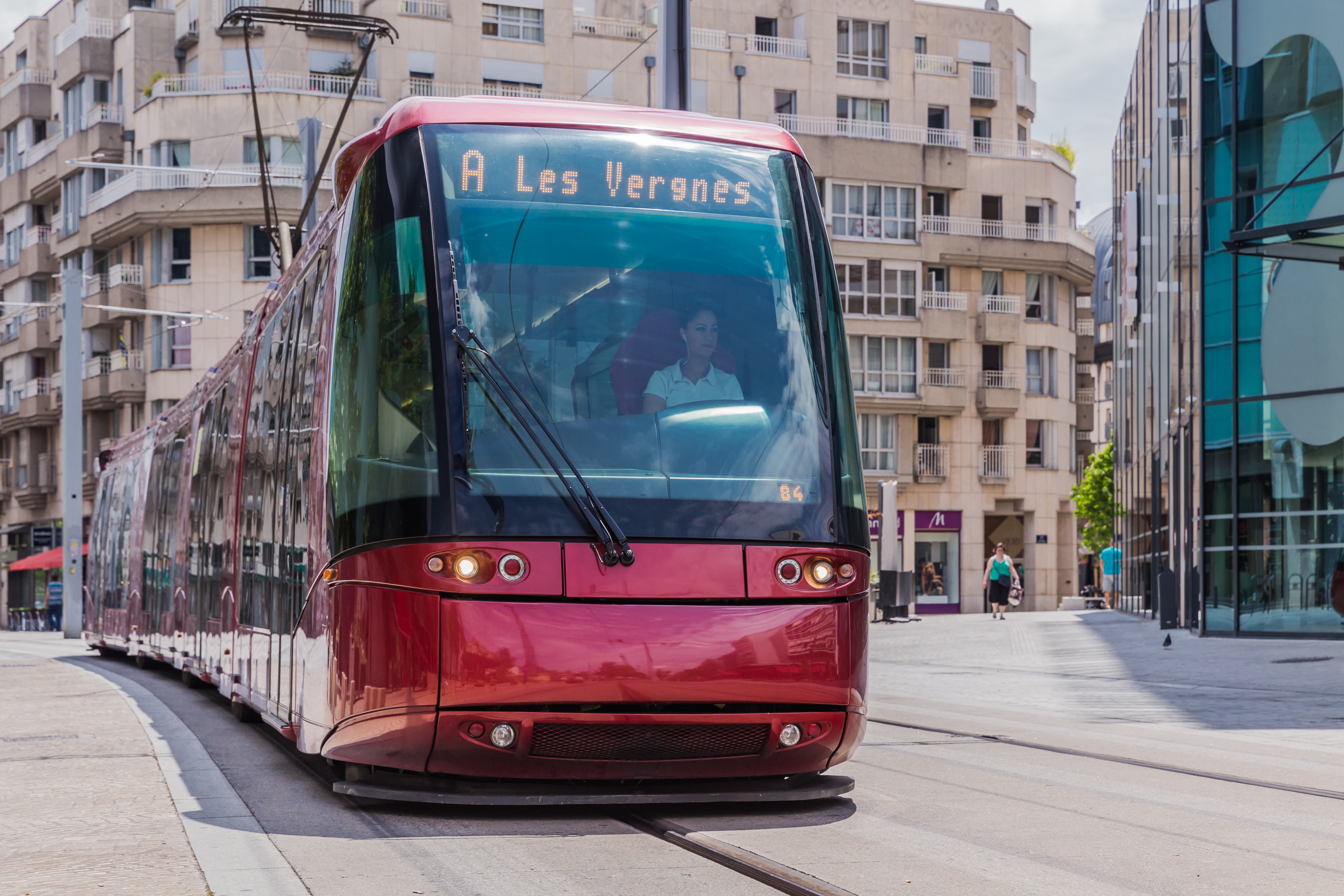
Tramway de Clermont-Ferrand.

Dès les années 1970, une prise de conscience sur les conséquences d'une politique du tout automobile naît à Clermont-Ferrand comme partout ailleurs. Face aux problèmes et nuisances générées par l'automobile dans la ville, l'idée d'un tramway est lancée à Clermont-Ferrand, principalement impulsée par le plan Cavaillé (qui avait l'ambition de réintroduire un tramway moderne dans plusieurs grandes villes de France). Aux élections de 1983, un projet de tramway est proposé par le maire sortant Roger Quilliot.
Mais c'est en 1990 que le projet devient sérieux, avec une inauguration prévue en 2002. Les études sont confiées en 1992 à SOFRETU (aujourd'hui Systra) qui propose deux lignes : un axe nord-sud qui deviendra la ligne A et une ligne est-ouest qui deviendra Léo 2000 puis la ligne B du bus à haut niveau de service après l’échec de l’expérimentation de l'Irisbus Civis. Un appel d'offres est lancé pour le matériel roulant en 1996. De nombreux constructeurs répondent dont Alstom qui y présente son premier Citadis mais aussi Bombardier Transport, en présentant le TVR.

#### Appels d'offres et chantier
Le tramway Alstom Citadis proposé par Alstom est retenu pour la ligne A le 14 octobre 1996. Le premier projet suivait la proposition de tracé de SOFRETU qui correspond au trajet retenu pour l'actuelle ligne A : desserte des quartiers nord, de Montferrand, l'avenue de la République, passage par le viaduc des Carmes (prévu dès sa construction pour accueillir le tram), place Delille, place Gilbert-Gaillard, place de Jaude, puis le viaduc Saint-Jacques, quartier Saint-Jacques, CHU, puis campus des Cézeaux.
Les pressions de la CCI de Clermont-Ferrand-Issoire (constituée principalement de la manufacture Michelin, de commerçants et de professions libérales) eurent raison du premier projet. Face aux pressions politiques, le marché remporté par Alstom est annulé à la fin novembre 1996. Le temps que les litiges avec Alstom se règlent, il faudra attendre les années 2000 avant de voir se dessiner un nouveau projet.
Dès 1999, le Syndicat mixte des transports en commun de l'agglomération clermontoise (SMTC, l'EPIC possédant le réseau de transports en commun clermontois) fait le choix politique de limiter l'appel d'offres uniquement au tramway sur pneumatiques. Le SMTC espère par cette délibération mettre la CCI et la manufacture Michelin de son côté afin de réaliser le projet de tramway dans de bonnes conditions et mieux faire accepter la hausse du versement transport.
Un nouvel appel d'offres est donc lancé en 2002 et seuls trois constructeurs y répondent : Irisbus avec son Civis, Bombardier Transport avec son TVR et Lohr Industrie avec le Translohr. Toutefois, l'offre des deux premiers est peu crédible face à la fréquentation prévue de la ligne et aux déboires de ces deux matériels (à Nancy et à Caen pour le TVR et à Clermont-Ferrand et Rouen pour l'Irisbus Civis). Ainsi le Translohr, étant le seul candidat crédible pour répondre à tous les critères de l'appel d'offres, est « choisi » par le SMTC.

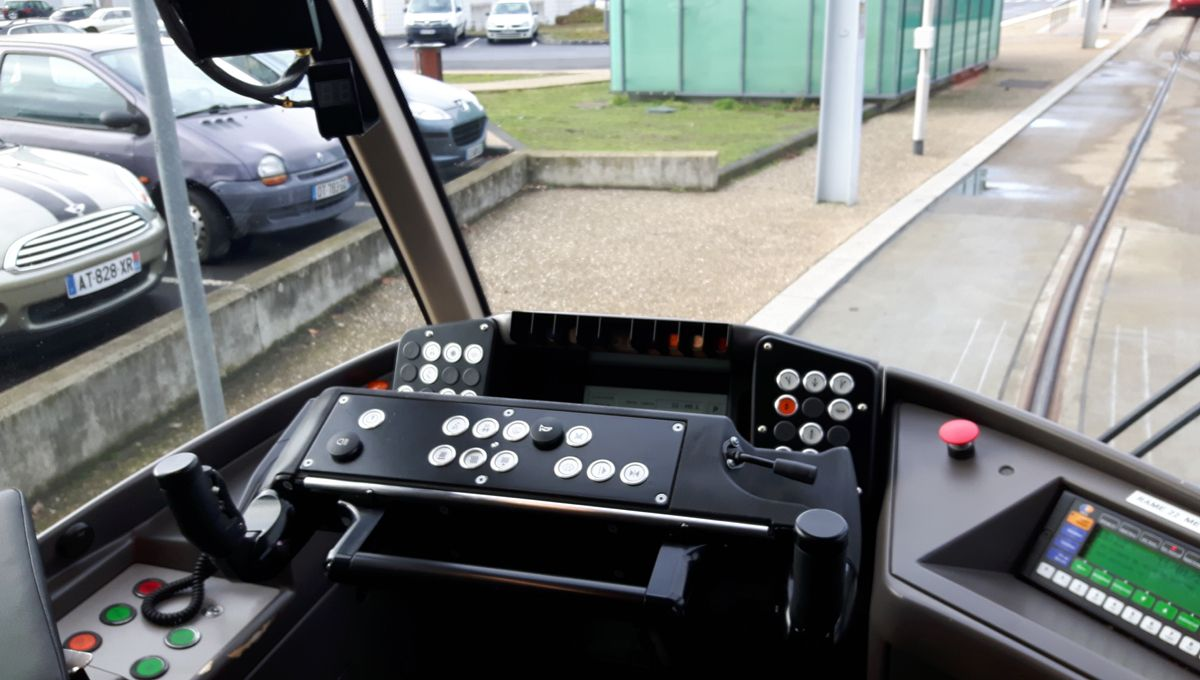

Le mercredi 19 mai 2004, la perforation d'une canalisation de gaz sur le chantier du tram à hauteur de l'avenue de la République et de la place du 1er mai provoque une explosion qui précède un incendie. Trois personnes sont légèrement blessées. En 2014, les sociétés Eurovia, GDF Suez ainsi que le STMC sont mises en examen dans le cadre d'une enquête. Le procès a lieu le 13 mai 2015 et seule la société GDF sera reconnue coupable par la tribunal correctionnel et condamnée à 155 000 € d'amende pour blessures involontaires et destruction involontaire par explosion. GDF devra également indemniser les victimes à hauteur de 200 000 €.

#### Mise en service en 2006
À la suite d'un déraillement durant la marche à blanc (réfection de l'étanchéité du viaduc Saint-Jacques et heurt d'une bordure séparant la voie par une voiture dont une jante est coincée dans un rail), la mise en service de la première section de la ligne A, prévue en octobre 2006 est retardée d'un mois et a finalement lieu le 13 novembre 2006, de la station Champratel jusqu'au CHU Gabriel Montpied. Le prolongement, ouvrant la ligne dans sa totalité, est mis en service le 27 août 2007.

### Depuis la mise en service
La ligne a été fermée trois fois pendant plusieurs mois pour de lourds travaux de maintenance. Une première fermeture a eu lieu pendant sept semaines durant l'été 2013 à la suite du vieillissement prématuré de la plate-forme à certains endroits (notamment au pont de Neyrat). La ligne a une nouvelle fois été partiellement fermée entre Maison de la Culture et La Pardieu d'avril à novembre 2016 pour réaliser des travaux sur la plate-forme et sur le viaduc Saint-Jacques, puis du 4 juillet au 27 août 2017 pour une réfection de la plateforme au niveau de certaines stations et de l'étanchéité du pont de Neyrat

#### Prolongement aux Vergnes

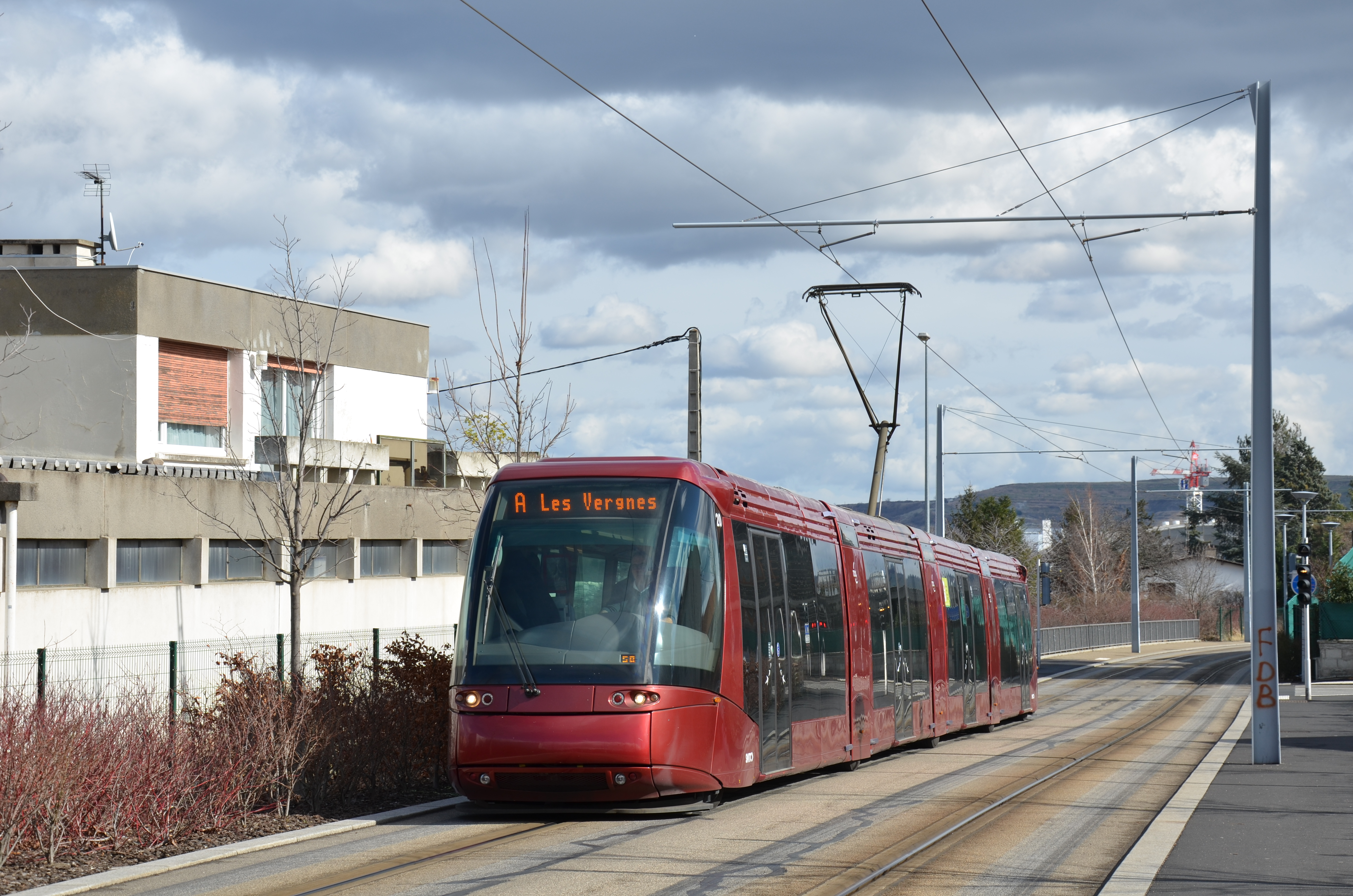
Rame Translohr en direction des Vergnes.

Le 14 décembre 2013, la ligne A est prolongée sur 1,7 km avec trois nouvelles stations assurant la desserte du stade Gabriel-Montpied et des quartiers de La Plaine et des Vergnes. Un prolongement supplémentaire sur 300 m est à l'étude pour créer un pôle d'échange multimodal au niveau des voies SNCF, avec la création d'une nouvelle halte ferroviaire. Cette extension s'inscrit dans le programme ANRU Champratel-Les Vergnes de réorganisation de ce territoire, et permet notamment de faciliter l'accès au stade Gabriel-Montpied.
Le Syndicat mixte des transports en commun de l'agglomération clermontoise (SMTC) a lancé fin 2011 l'extension de la ligne A aux Vergnes. Faute de crédit celle-ci n'a pas été réalisée plus tôt.
Les travaux ont débuté en décembre 2011, et la mise en service de cette extension a eu lieu le 16 décembre 2013.

## Infrastructure

### La plateforme du tramway

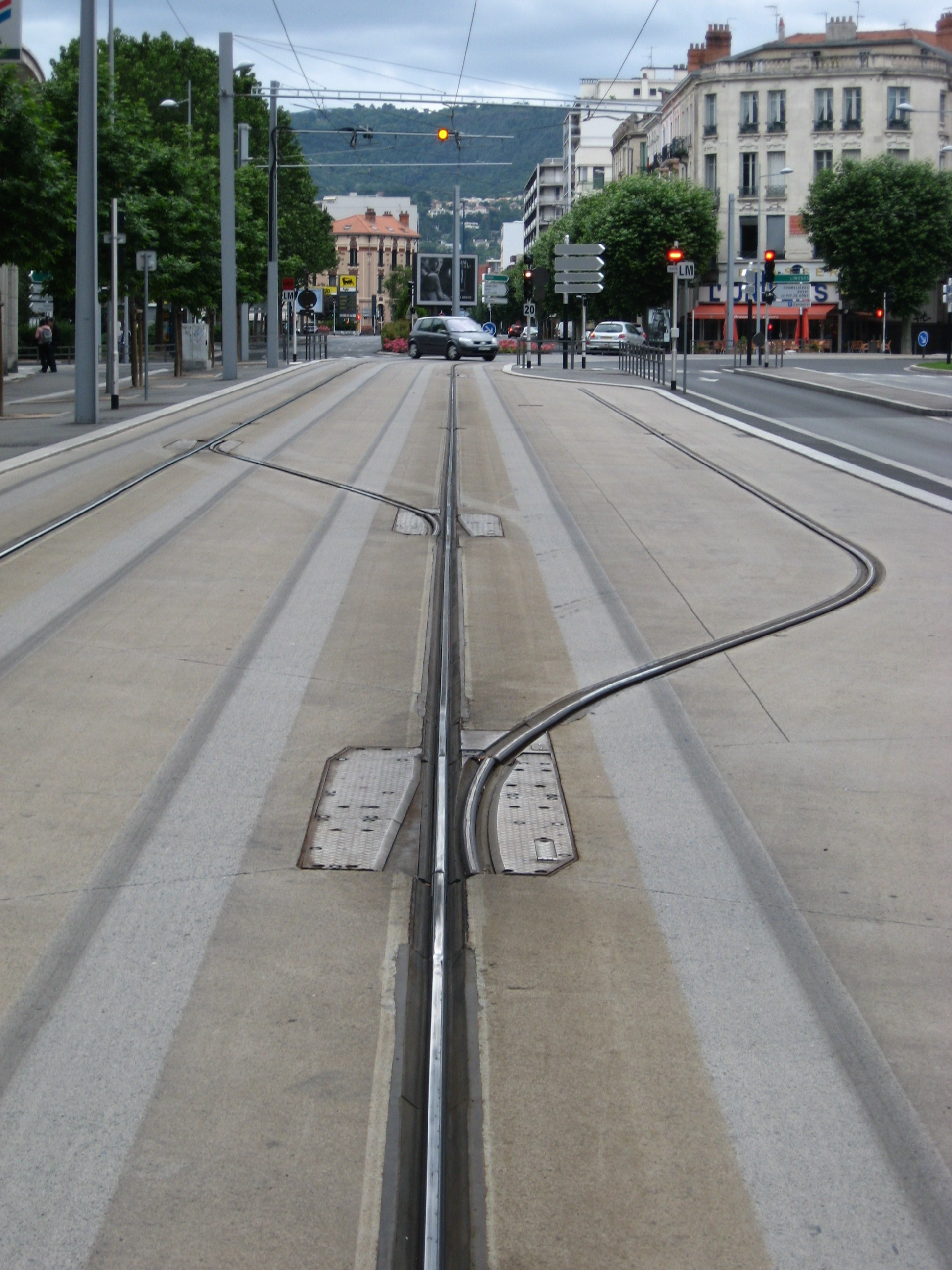
Détail d'un aiguillage, de la plateforme en béton et de la voie d'évitement entre les stations Lagarlaye et Maison de la Culture.

La plateforme tramway est formée de deux rails centraux encastrés dans du béton ou de l'enrobé permettant la circulation des rames. La plateforme possède différents aiguillages 
de rebroussement sur son parcours afin de permettre le changement de direction des rames en cas d'incident et les retournements aux terminus. Elle comporte également une voie de stockage entre les stations Lagarlaye et Maison de la Culture.
Il n'existe pas de section en voie unique sur le réseau.

### Les stations

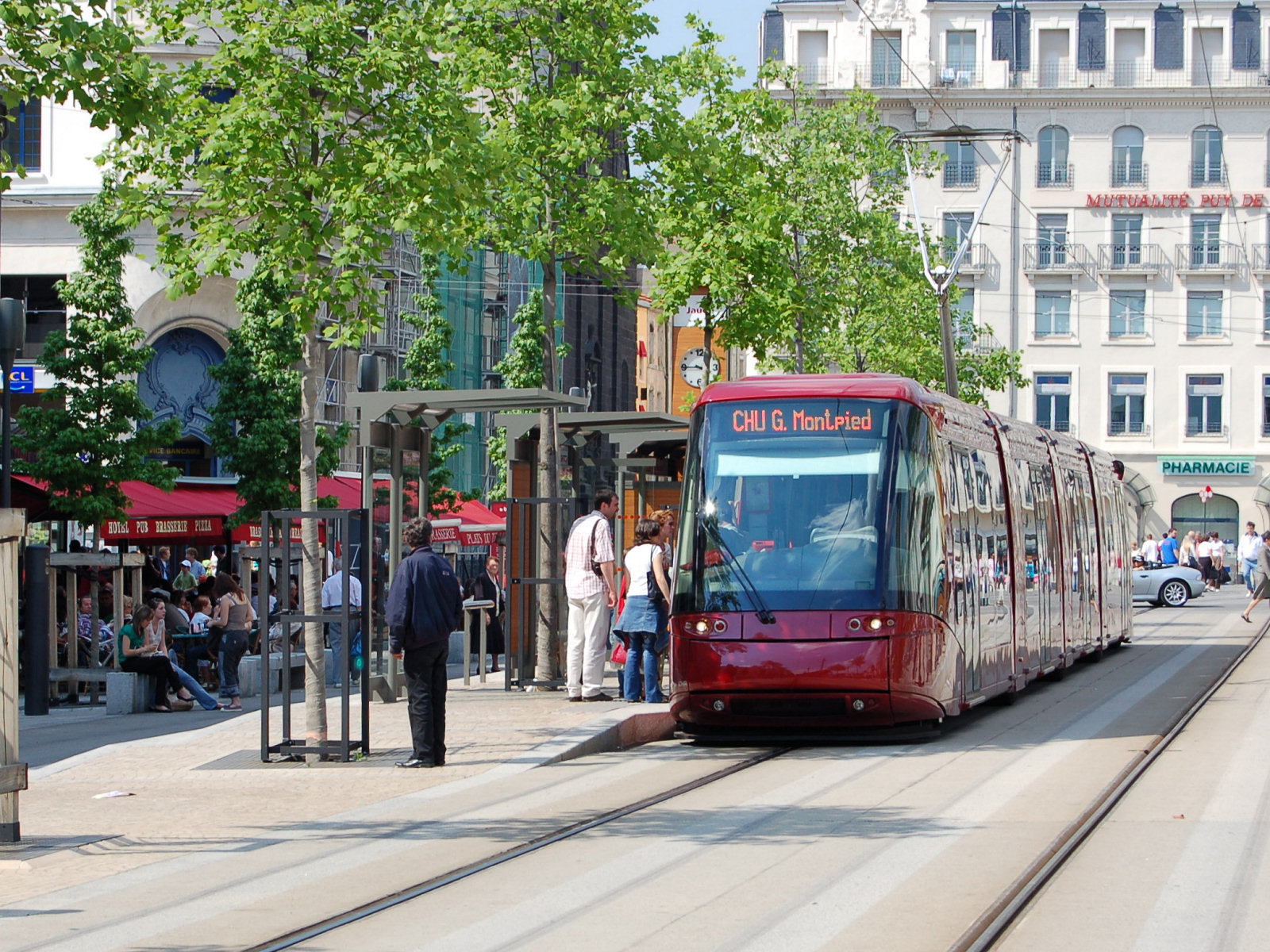
Une rame de tramway à la station Jaude, sur le place du même nom, en avril 2007.

Au 16 décembre 2013, le tramway de Clermont-Ferrand possède 34 stations.
Celles-ci sont équipées de deux abribus, d'au moins un distributeur automatique de titres de transport et d'un système d'information voyageurs indiquant les prochains départs de rames (remplacé en septembre 2024), et sont reconnaissables avec leurs images d'animaux surplombées du nom de la station présentes de chaque côté du quai sur un mât et de leur design imitation bois. Les stations disposaient originellement d'une horloge sur chacun de leur mât. Cependant, à la suite de très nombreux dysfonctionnements, ces horloges ont été recouvertes par un film adhésif en 2018. Puis, de 2020 à 2022, la T2C va expérimenter, puis mettre en place définitivement, un système de nommage alternatif des stations, en utilisant des pictogrammes d'animaux. Les animaux sont classés du plus petit au plus gros, la fourmi étant l'animal de la station Les Vergnes, et la baleine (remplacée depuis par l'éléphant) celui de la station La Pardieu Gare. L'objectif est d'améliorer l'inclusivité de l'offre de transport en commun, notamment en faveur des personnes analphabètes, ou ne comprenant pas le français.
Les stations sont toutes accessibles aux personnes à mobilité réduite. Les informations concernant l'achat d'un titre sur le distributeur sont en français. Les stations comportent également un plan détaillé du réseau T2C de semaine et du dimanche, un plan des environs de la station (500 mètres autour) avec fléchage des points d'intérêt, la grille de tarification, le règlement intérieur bus et tramway et des informations événementielles concernant le réseau (interruption de trafic, trafic renforcé, manifestation…).
Elles sont munies d'un dispositif de vidéosurveillance.
La ligne A compte aujourd'hui 34 arrêts, dont sept qui peuvent servir de terminus partiels :
|  |   |  | Station                    | Correspondances                                               | Communes         | Lat/Long                    |
|  | - |  | -------------------------- | ------------------------------------------------------------- | ---------------- | --------------------------- |
|  | ■ |  | Les Vergnes                |                                                               | Clermont-Ferrand | 45° 48′ 45″ N, 3° 07′ 41″ E |
|  | • |  | Stade Gabriel Montpied     | 3 21                                                          | Clermont-Ferrand | 45° 48′ 47″ N, 3° 07′ 16″ E |
|  | • |  | La Plaine                  | 21                                                            | Clermont-Ferrand | 45° 48′ 41″ N, 3° 06′ 52″ E |
|  | • |  | Champratel                 | 24                                                            | Clermont-Ferrand | 45° 48′ 54″ N, 3° 06′ 44″ E |
|  | • |  | Croix de Neyrat            | 21 24 31                                                      | Clermont-Ferrand | 45° 48′ 52″ N, 3° 06′ 25″ E |
|  | • |  | Hauts de Chanturgue        | 21 24 31                                                      | Clermont-Ferrand | 45° 48′ 38″ N, 3° 06′ 26″ E |
|  | • |  | Collège Albert Camus       |                                                               | Clermont-Ferrand | 45° 48′ 27″ N, 3° 06′ 24″ E |
|  | • |  | Les Vignes                 | 3 28 31                                                       | Clermont-Ferrand | 45° 48′ 09″ N, 3° 06′ 24″ E |
|  | • |  | Lycée Ambroise Brugière    | 31                                                            | Clermont-Ferrand | 45° 48′ 06″ N, 3° 06′ 38″ E |
|  | • |  | Les Pistes                 | 31 33                                                         | Clermont-Ferrand | 45° 47′ 56″ N, 3° 06′ 48″ E |
|  | • |  | Musée d'Art Roger-Quilliot | 20 21 25 31 33                                                | Clermont-Ferrand | 45° 47′ 38″ N, 3° 07′ 02″ E |
|  | • |  | Montferrand — La Fontaine  |                                                               | Clermont-Ferrand | 45° 47′ 29″ N, 3° 06′ 52″ E |
|  | • |  | Gravière                   |                                                               | Clermont-Ferrand | 45° 47′ 23″ N, 3° 06′ 36″ E |
|  | • |  | Stade Marcel Michelin      | B                                                             | Clermont-Ferrand | 45° 47′ 16″ N, 3° 06′ 23″ E |
|  | • |  | 1er mai                    | 3 4 28                                                        | Clermont-Ferrand | 45° 47′ 07″ N, 3° 06′ 06″ E |
|  | • |  | Les Carmes                 |                                                               | Clermont-Ferrand | 45° 46′ 57″ N, 3° 05′ 39″ E |
|  | • |  | Delille Montlosier         | tram A C 3 4 7 8 9 10 12 13 27 35 36 Bus De Nuit (BEN) C.vélo | Clermont-Ferrand | 45° 46′ 52″ N, 3° 05′ 26″ E |
|  | • |  | Hôtel de Ville             |                                                               | Clermont-Ferrand | 45° 46′ 50″ N, 3° 05′ 06″ E |
|  | • |  | Gaillard                   | 5 32 Bus De Nuit (BEN)                                        | Clermont-Ferrand | 45° 46′ 47″ N, 3° 04′ 54″ E |
|  | • |  | Jaude                      | B C 9 10 Navette Montjuzet                                    | Clermont-Ferrand | 45° 46′ 38″ N, 3° 04′ 55″ E |
|  | • |  | Lagarlaye                  |                                                               | Clermont-Ferrand | 45° 46′ 24″ N, 3° 04′ 57″ E |
|  | • |  | Maison de la Culture       | 4 8 13 Navette Panoramique des Dômes                          | Clermont-Ferrand | 45° 46′ 15″ N, 3° 05′ 06″ E |
|  | • |  | UCA - Campus Centre        | 3 Bus De Nuit (BEN) Navette Panoramique des Dômes             | Clermont-Ferrand | 45° 46′ 16″ N, 3° 05′ 20″ E |
|  | • |  | Saint-Jacques — Dolet      | Bus De Nuit (BEN)                                             | Clermont-Ferrand | 45° 45′ 54″ N, 3° 05′ 21″ E |
|  | • |  | CHU Gabriel Montpied       | 8 Bus De Nuit (BEN)                                           | Clermont-Ferrand | 45° 45′ 41″ N, 3° 05′ 22″ E |
|  | • |  | Saint-Jacques — Loucheur   | 8 Bus De Nuit (BEN)                                           | Clermont-Ferrand | 45° 45′ 41″ N, 3° 05′ 41″ E |
|  | • |  | Léon Blum                  | 3 Bus De Nuit (BEN)                                           | Clermont-Ferrand | 45° 45′ 46″ N, 3° 05′ 54″ E |
|  | • |  | La Chaux                   | Bus De Nuit (BEN)                                             | Clermont-Ferrand | 45° 45′ 39″ N, 3° 06′ 15″ E |
|  | • |  | Cézeaux — Pellez           |                                                               | Aubière          | 45° 45′ 40″ N, 3° 06′ 32″ E |
|  | • |  | UCA - Campus Cézeaux       |                                                               | Aubière          | 45° 45′ 31″ N, 3° 06′ 48″ E |
|  | • |  | Margeride                  | 13                                                            | Aubière          | 45° 45′ 39″ N, 3° 07′ 12″ E |
|  | • |  | Fontaine du Bac            | 21                                                            | Clermont-Ferrand | 45° 45′ 44″ N, 3° 07′ 18″ E |
|  | • |  | Lycée Lafayette            | 22 23                                                         | Clermont-Ferrand | 45° 45′ 49″ N, 3° 07′ 46″ E |
|  | ■ |  | La Pardieu Gare            | C 28 9 (dimanche et jours fériés) Gare de La Pardieu          | Clermont-Ferrand | 45° 46′ 00″ N, 3° 08′ 04″ E |

### Le matériel roulant
Le tramway de Clermont-Ferrand utilise la technologie Translohr construite et commercialisée par NTL Translohr, filiale d'Alstom. Le parc initial est composé de 20 rames auxquels se sont ajoutées six rames supplémentaires commandées ultérieurement. Toutes les rames sont de couleur fleur de lave. Chaque rame de type STE 4 est constituée de 4 modules, pour une longueur de 32 mètres.

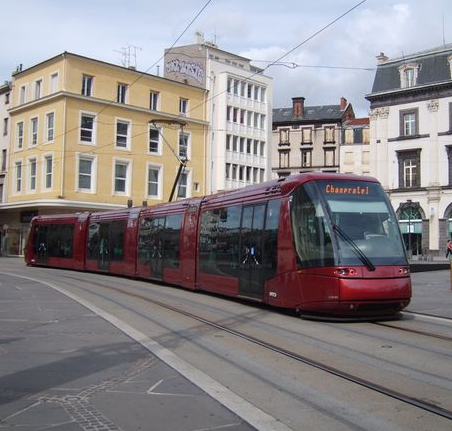
Vue extérieure d'une rame Translohr.

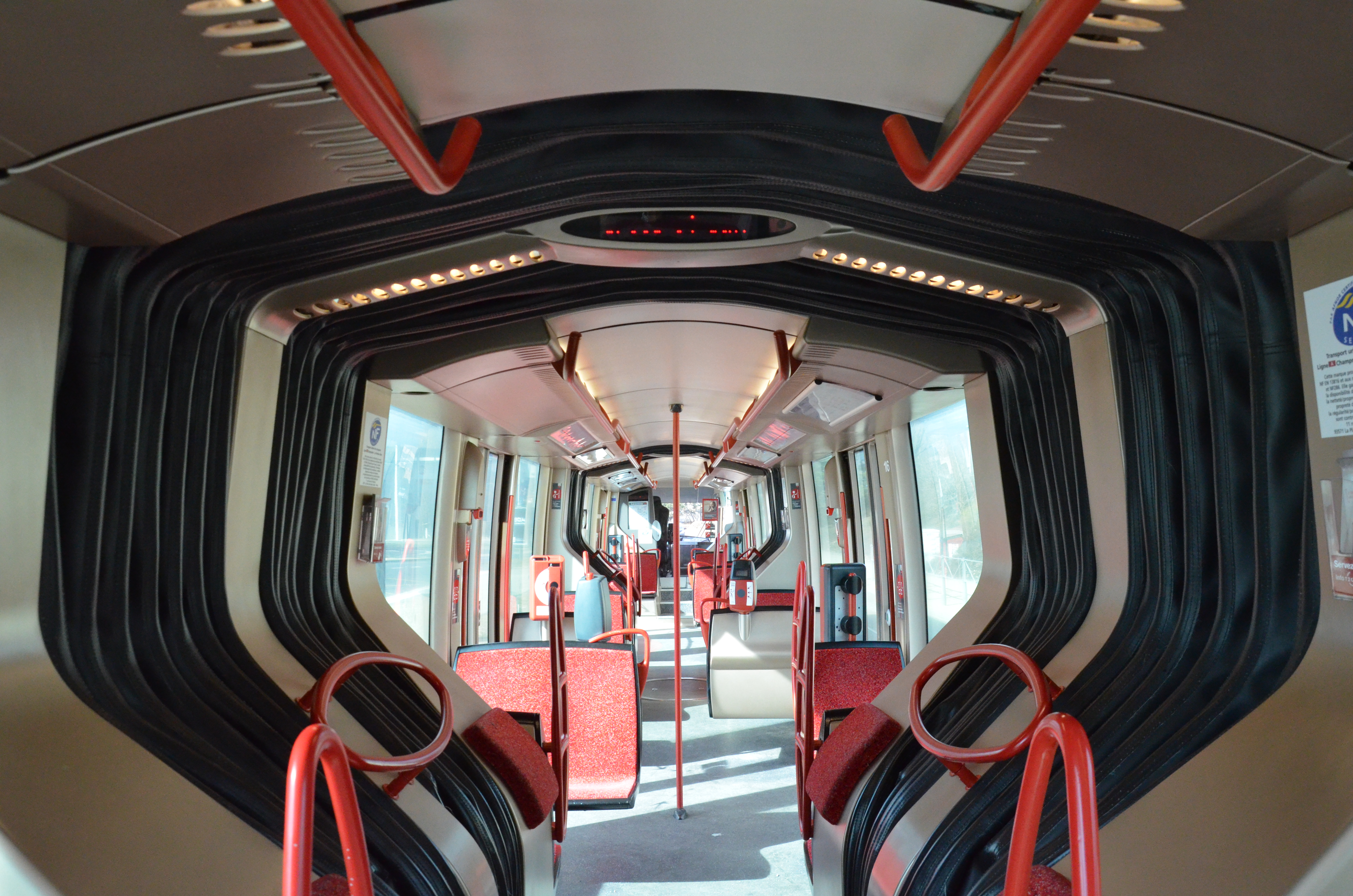
Intérieur d'un Translohr.

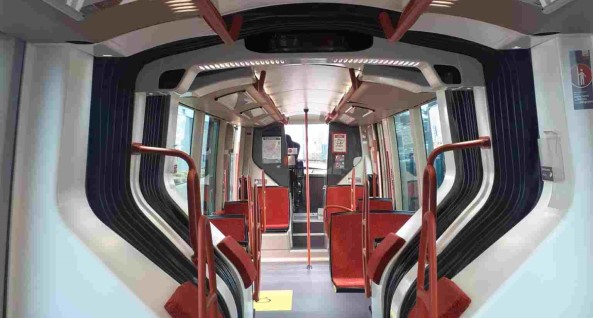
Rénovation du tramway à mi-vie.

Chaque rame a une capacité maximale de 238 personnes (6 personnes/m2) ou 170 personnes (4 personnes/m2), dont une quarantaine assises. La commande supplémentaire a été validée par le Syndicat mixte des transports en commun de l'agglomération clermontoise (SMTC) sous la forme d'un crédit-bail afin de renforcer le service en pointe et en conséquence du prolongement vers les Vergnes en 2013. Le lot de six rames a été vendu au prix de 14 millions d'euros. Une autre commande supplémentaire de 5 rames a été passée en avril 2017 et livrée en 2019.            
| Constructeur                     | Modèle          | Nombre | Numérotation | Années delivraison                                                                                           | Longueur  | Nombre de caisses(éléments) | Affectation |
| -------------------------------- | --------------- | ------ | ------------ | --- | --------- | --------------------------- | ----------- |
| NTL Translohr (filiale d'Alstom) | Translohr STE 4 | 30     | nos 1 à 31   | 2006 (rames 1 à 20) - 2013 (rames 21 à 26) - 2019 (rames 27 à 31, dont une pour remplacer une rame détruite) | 32 mètres | 4                           | tram A      |

### Les ouvrages d'art
La ligne de tramway passe par plusieurs ponts, dont celui de Neyrat, des Carmes ainsi que le viaduc Saint-Jacques. Ce dernier, construit entre janvier 1964 et juin 1967, reliant le quartier Saint-Jacques au centre-ville, est long de 500 m et large de 18 m. D'abord réservée à la circulation automobile (2×2 voies), la plate-forme du tramway a été construite en 2005 et la chaussée a été arasée. Un audit demandé par le SMTC révèle que des infiltrations ont été constatées lors de la construction de cette plate-forme, malgré des travaux d'étanchéité. En conséquence le pont a été fermé d'avril au début de novembre 2016 et durant l'été 2017.

### Le dépôt

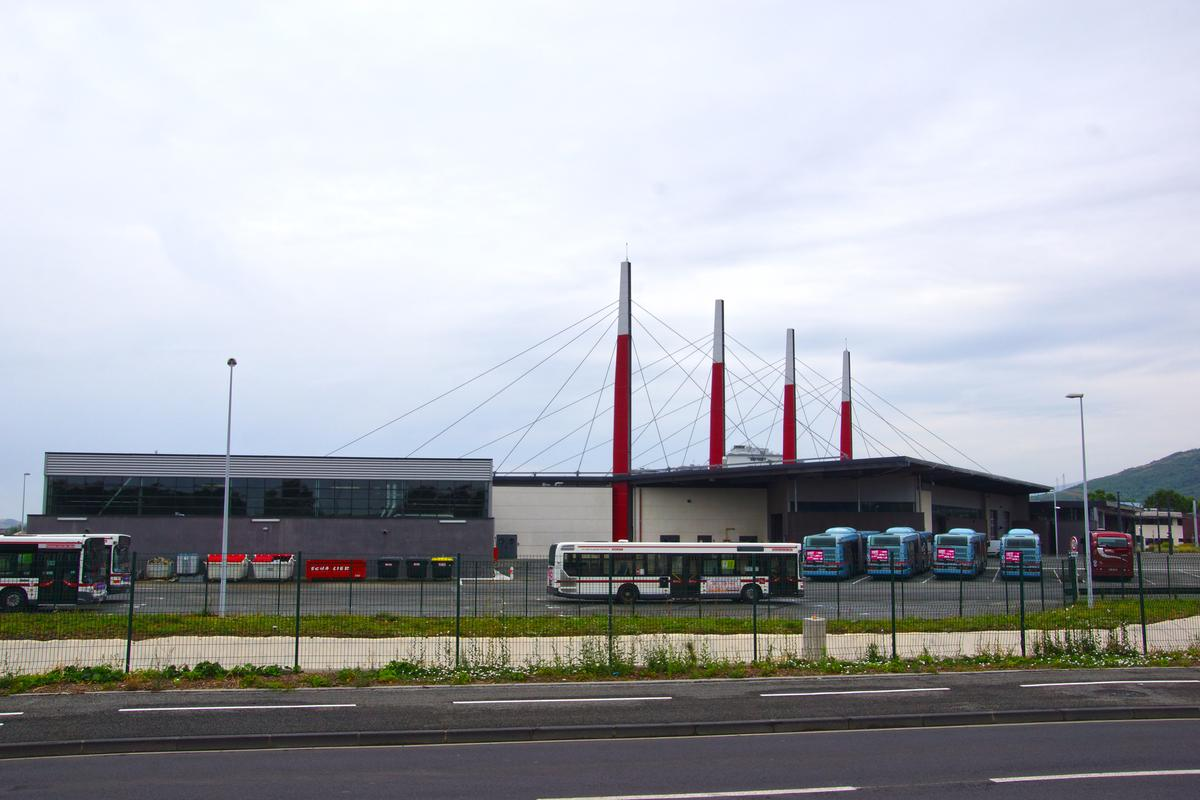
Dépôt et centre de Maintenance du tramway de Clermont-Ferrand

Il existe un seul dépôt de tramway sur le réseau.
Le dépôt Champratel situé dans le quartier du même nom au nord de Clermont est utilisé pour le remisage et l'entretien des rames de tramway et d'une partie des bus de T2C.
T2C possède un autre dépôt La Pardieu situé au sud-est de Clermont-Ferrand dans la zone d’activités du même nom et est utilisé pour l'autre partie du parc d'autobus. Il abrite également le siège de l'entreprise et du syndicat mixte des transports en commun clermontois (SMTC).

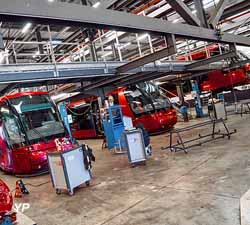
Centre de maintenance du dépôt de champratel.

### Les lignes aériennes de contact et l'alimentation électrique
Le tramway de Clermont-Ferrand a pour moyen d'alimentation des lignes aériennes de contact (LAC, ou caténaires) dans lesquelles, à l’instar du métro parisien et de la plupart des autres métros et tramways en France, circule un courant continu d'une tension de 750 volts. Le réseau est entièrement électrifié.

### Les parkings relais
| Parcs relais et parcs de proximité du tramway de Clermont-Ferrand au 17 mars 2023 | Parcs relais et parcs de proximité du tramway de Clermont-Ferrand au 17 mars 2023 |
| Ligne                                                                             | Parkings                                                                          |
| --------------------------------------------------------------------------------- | --------------------------------------------------------------------------------- |
| tram A                                                                            | Croix de Neyrat ; Les Pistes ; Henri Dunant ; Margeride ; La Pardieu.             |

Le tramway de Clermont-Ferrand compte au total cinq parkings relais, ou autrement appelés Parcs relais et Parcs de proximité par le réseau T2C. Ces parkings comportent 1 380 places de stationnement réunies. Ils permettent de se garer à proximité de la ligne de tramway et de rejoindre directement le centre-ville.
Pour les deux parcs relais (Les Pistes et Henri Dunant), les abonnés T2C n'ont pas besoin d'acheter de ticket de stationnement et peuvent valider leur carte d'abonné T2C en entrant et en sortant du parking. Les non-abonnés doivent acheter un forfait à la journée, donnant le droit de quitter le parking le même jour. Les samedis et dimanches, les parcs relais sont gratuits.
Les trois autres parcs de proximité (Croix de Neyrat, Margeride et La Pardieu) sont gratuits ; les usagers garant leur voiture dans un de ces parkings devront payer selon la gamme tarifaire classique du réseau T2C.

## Coût
La construction de la ligne A a coûté 290 millions d'euros HT (prix 2004).

## Le tramway et les Clermontois

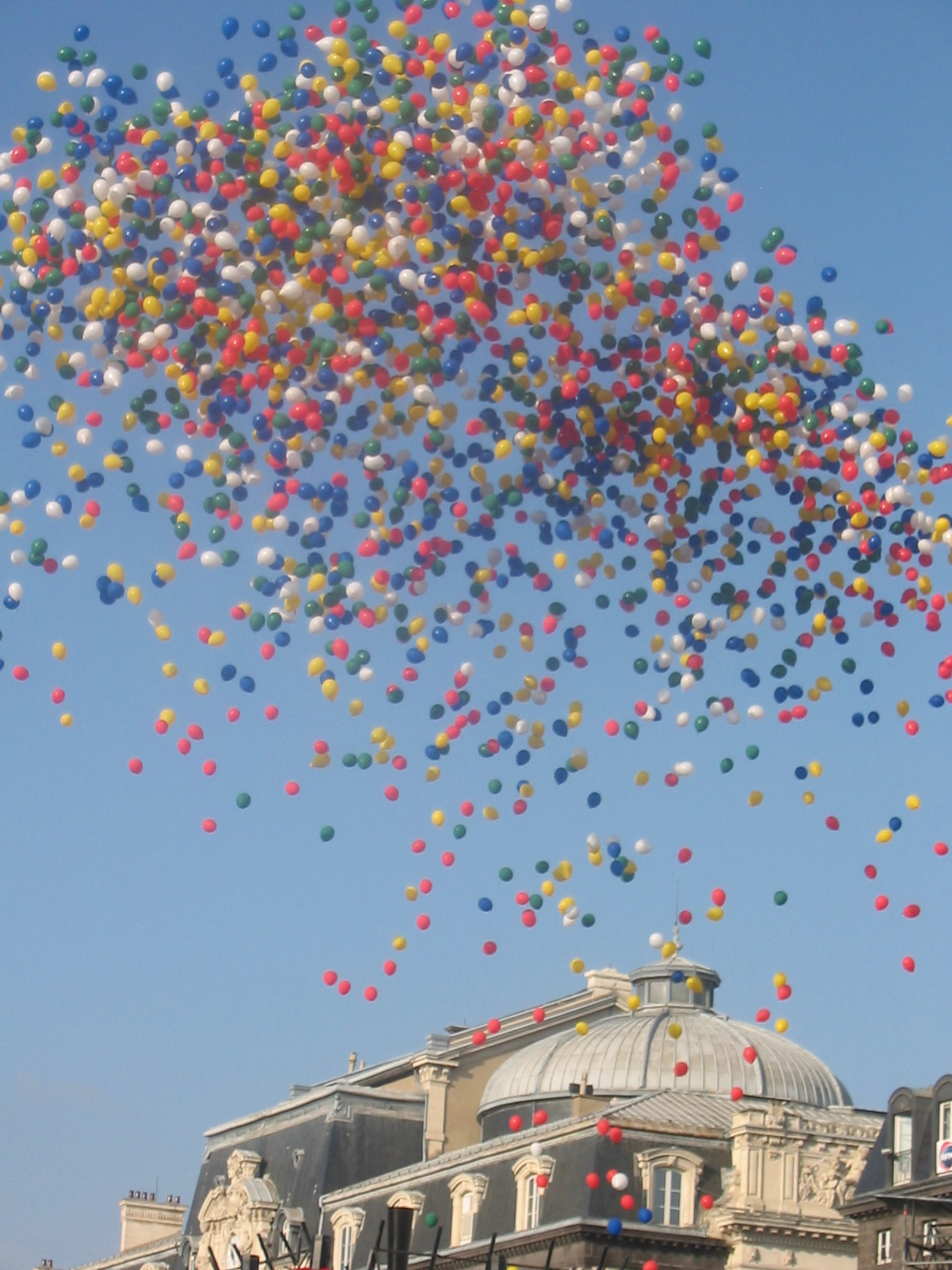
Lâcher de ballons place de Jaude le 14 octobre 2006 à l'occasion de l'inauguration du tramway.

L'arrivée du tramway a fortement marqué la ville et le mode de vie des Clermontois.
L'inauguration du tramway, le 14 octobre 2006, a été l'occasion de grandes festivités dans toute la ville. Plusieurs dizaines de milliers d'habitants s'étaient regroupés sur la place de Jaude à cette occasion.
La fréquentation du tramway a aussi dépassé rapidement les objectifs initialement prévus, se basant actuellement autour de 60 000 voyages quotidiens en moyenne avec des pics montant jusqu'à 70 000 voyages.
L'arrivée du tramway s'est accompagnée d'une transformation de la ville, avec de nombreux travaux de ravalement de façades et de modernisation de bâtiments ou de sites publics. Les importants travaux de la place de Jaude, totalement réaménagée pour préparer la venue du tramway, restent le point marquant de cette mutation urbaine.

## Accidents
Le 26 décembre 2009, vers 7 h 10, une rame du tramway de Clermont-Ferrand s'embrase au terminus de La Pardieu. L'incendie n'a fait aucun blessé mais la rame est entièrement détruite. D'après le BEA-TT, « la cause directe de l'accident est le blocage d'un frein dû à une corrosion généralisée de son système d'actionnement des plaquettes, dont ni la conception ni la fabrication ne permettaient d'assurer l'étanchéité ». La propagation des flammes et l'embrasement total de la rame est due à la faible distance et l'absence de pare-feu efficace entre le système de freinage et le soufflet d'inter-circulation ainsi qu'à la présence de matériaux d'un niveau de protection contre les incendies inférieur aux normes ferroviaires.
Le 10 janvier 2011, le tramway déguida en service voyageurs entre les stations Carmes et Delille, blessant une personne. D'après le rapport du BEA-TT, « la cause directe de l'accident de cette rame Translohr est l'arrachement du rail de guidage des deux galets avant qui l'enserre sous la cabine de conduite, lors de leur passage sur l'appareil de dilatation situé une centaine de mètres avant la station « Les Carmes » ». Ce rapport du BEA-TT met en cause la conception même du système de guidage. En effet, la détérioration des bandages du galets de roulement dont les morceaux, accumulés au niveau du galet de guidage, ont fait sortir ces mêmes galets du rail de guidage, supprimant le guidage du tramway et entrainant le véhicule contre le mur à la première courbe venue. Les matériaux entrainant la sortie du galet provenant du galet même, le système de dégagement d'objet placé sur le premier galet de guidage n'a pas pu fonctionner. De plus le rapport du BEA-TT souligne le nombre d'accidents et incidents fréquents liées à ce matériel et surtout sur le fait que « la majorité de ces déguidages a été occasionnée par la présence d'un élément étranger au système, soit dans la gorge du rail de guidage, soit dans un appareil de voie ». À la suite de cet accident, le BEA-TT demande à Lohr Industrie de mettre au point de nouveaux bandages, plus solides. Le BEA-TT demande aussi une collaboration plus importante entre les parties afin d'assurer un meilleur retour d'expérience pour la mise au point de ce matériel roulant.
Le 9 novembre 2011, une rame déraille à cause du non-respect par le conducteur de la signalisation indiquant un appareil de voie en position déviée.
Le 1er septembre 2021, une rame déraille entre les stations Campus (actuelle UCA - Campus Cézeaux) et Margeride. L'accident blesse légèrement six personnes, dont le conducteur de la rame.

## L'avenir du tramway clermontois

### La ligne A convertie en tramway fer?
À long terme, le tramway sur pneu de la ligne A pourrait être remplacé par un tramway classique sur rail, le maire Olivier Bianchi admettant que le choix du Translohr a été « une erreur ».
Si une conversion se produit, ce ne sera pas avant 2030, lorsque les rames actuelles de la ligne A auront épuisé leur potentiel.

### Le projet avorté de deuxième ligne de tram
Le syndicat mixte des transports en commun de l'agglomération clermontoise a étudié la mise en site propre intégral de la ligne d'autobus B entre le stade Marcel-Michelin et la place Allard à Royat. Deux options étaient possibles : améliorer la ligne en bus à haut niveau de service ou transformer la ligne en tramway,. Dans la deuxième hypothèse, le coût était estimé à 60 millions d'euros en 2016.
En juin 2018, Olivier Bianchi, président de la métropole a finalement annoncé que la ligne B ne serait pas convertie en tramway. Elle restera finalement exploitée en bus mais elle sera aménagée en site propre intégral et sera assurée par des véhicules électriques. La ligne C sera également aménagée en BHNS.